# Six Nations Cup 2006
De Six Nations Cup 2006 is een dartstoernooi georganiseerd door de England Darts Organisation (EDO), uitgevoerd onder auspiciën van de British Darts Organisation (BDO). Het toernooi werd gehouden van 25 februari 2006 tot en met 26 februari 2006 in Bodmin, Engeland.

## Groepsfase
zaterdag 25 februari 2006
- Groep 1
  -  Wales -  Noord-Ierland 20-5
  -  Noord-Ierland -  Ierland 12-13
  -  Ierland -  Wales 10-15

- Groep 2
  -  Nederland -  Engeland 13-12
  -  Engeland -  Schotland 16-9
  -  Schotland -  Nederland 17-8

## Knock-out
zondag 26 februari 2006
- 5e / 6e plaats
  -  Nederland -  Noord-Ierland 13-8
- halve finale
  -  Schotland -  Wales 13-8
  -  Engeland -  Ierland 13-11
- finale
  -  Engeland -  Schotland 13-12